# کارآگاه خوب
کارآگاه خوب (کره‌ای: 모범형사; لاتین‌نویسی اصلاح‌شده: Mobeomhyeongsa) یک مجموعهٔ تلویزیونی کره جنوبی بازی سون هیون-جو و جانگ سونگ-جو است. این مجموعه از ۶ ژوئیه تا ۲۵ اوت ۲۰۲۰ روزهای دوشنبه و سه‌شنبه ساعت ۲۱:۳۰ (کی‌اس‌تی) از جی‌تی‌بی‌سی پخش شد.
دو برابر شدن آمار بینندگان این مجموعه از ابتدا تا انتها به عنوان یک موفقیت در نظر گرفته شد. بازگشت کارآگاه خوب برای فصل دوم تأیید شد و قرار است که در اکتبر ۲۰۲۱ تولید شود.
فصل دوم از ۳۰ ژوئیه تا ۱۸ سپتامبر ۲۰۲۲، روزهای شنبه و یکشنبه ساعت ۲۲:۳۰ (کی‌اس‌تی) پخش شد.فصل اول این سریال از ۱۰ آذر ۱۴۰۱ از پنج سیما پخش شد.

## بررسی اجمالی
| فصل | قسمت‌ها | قسمت‌ها | تاریخ اصلی روی آنتن رفتن | تاریخ اصلی روی آنتن رفتن | دوره پخش                            | میانگین آمار بینندگان (میلیون) |
| فصل | قسمت‌ها | قسمت‌ها | اولین بار                | آخرین بار                | دوره پخش                            | میانگین آمار بینندگان (میلیون) |
| --- | ------ | ------ | ------------------------ | ------------------------ | ----------------------------------- | ------------------------------ |
| ۱   | ۱۶     | ۱۶     | ۶ ژوئیه ۲۰۲۰             | ۲۵ اوت ۲۰۲۰              | دوشنبه و سه‌شنبه ساعت ۲۱:۳۰ (کی‌اس‌تی) | ۱٫۲۰۸                          |
| ۲   | ۱۶     | ۱۶     | ۳۰ ژوئیه ۲۰۲۲            | ۱۸ سپتامبر ۲۰۲۲          | شنبه و یکشنبه ساعت ۲۲:۳۰ (کی‌اس‌تی)   | ۱٫۱۲۶                          |

## بازیگران

### اصلی
- سون هیون-جو در نقش کانگ دو چانگ[۷]
- جانگ سونگ-جو در نقش اوه جی هیوک
- لی الیجا در نقش جین سو کیونگ (فصل ۱)
- اوه جونگ سه در نقش اوه جونگ ته (فصل ۱)[۸]
- جی سونگ هیون در نقش یو جونگ سوک (فصل ۱)
- کیم هیو جین در نقش چون نا نا (فصل ۲)[۹]
- جونگ مون سونگ در نقش وو ته هو (فصل ۲)[۹]